# トラロックエンターテインメント
トラロックエンターテインメント株式会社（TLAROCK ENTERTAINMENT Inc.）は、日本のマネジメント事務所。

## 沿革
- 2015年（平成27年）
  - 3月 - 会社設立[1]。
  - 5月 - 株式会社エーケー・グローバル・エージェントからマネジメント事業を譲渡される。なお、エーケーはアスリートマネジメント専門事務所だったが、当社は俳優のマネジメントも手掛けている。
- 2019年（平成31年）1月 - クレアホールディングス株式会社（現・中小企業ホールディングス）の子会社となる[2]。
- 2021年（令和3年）3月 - 株式会社トレジャーの子会社となる[3]。

## マネジメント
※2022年7月1日現在

### アスリート
- 宮本賢二
- 村主千香
- 武田奈也
- 織田信成
- 内藤大助
- 井岡一翔
- レイ・セフォー
- 比嘉大吾
- 堤駿斗
- 堤麗斗
- 松浦新
- ウルフ・アロン
- 中田海斗
- リシャヴィーあま奈
- 荒井陸
- 平野流佳

### 俳優
- Yura
- 黒沼俊祐